# سربرنامه (بریکینگ بد)
«سربرنامه» (انگلیسی: Pilot) (با نام «بریکینگ بد» در نسخه‌های دی‌وی‌وی و بلو-ری) اولین قسمت مجموعهٔ تلویزیونی درام آمریکایی بریکینگ بد است. این قسمت توسط وینس گیلیگان نوشته و کارگردانی شده‌است، که برای نخستین بار در ۲۰ ژانویه ۲۰۰۸ از ای‌ام‌سی پخش شد.
در این قسمت، تشخیص داده می‌شود که والتر وایت (برایان کرانستون) معلم شیمی به سرطان ریه مبتلا است. با پنهان کردن این موضوع از همسر باردار اسکایلر وایت (آنا گان) و پسر نوجوانش والتر جونیور (آرجی میته)، تصمیم می‌گیرد سال‌های پایانی زندگی‌اش را صرف پس‌انداز پول برای خانواده‌اش کند. هنگامی که والتر همراه با شوهر خواهر همسرش هنک شریدر (دین نوریس) مأمور مبارزه با مواد مخدر برای شناسایی یک آزمایشگاه تولید مواد مخدر می‌رود، دانش‌آموز سابق خود جسی پینکمن (آرون پال) را می‌بیند و بعداً به او مقداری پول برای خرید یک ماشین کاروان می‌دهد تا در آن به تولید مواد مخدر بپردازند.